# Alina Cała
Alina Magdalena Cała (ur. 19 maja 1953 w Warszawie) – polska historyczka, doktor habilitowana nauk humanistycznych, działaczka społeczna i feministyczna. Była pracownikiem naukowym Żydowskiego Instytutu Historycznego. Zajmuje się historią stosunków polsko-żydowskich w XIX i XX wieku, w tym dziejami antysemityzmu, stereotypami narodowościowymi, ruchami ideologicznymi wśród Żydów i historią Żydów okresu powojennego. Córka Krystyny Kulpińskiej-Całej.

## Życiorys

### Wykształcenie i działalność naukowa
W 1977 ukończyła studia etnograficzne na Uniwersytecie Warszawskim. W 1984 uzyskała stopień naukowy doktora nauk historycznych na Instytucie Historii PAN. W latach 1983–1985 pracowała jako bibliotekarka w Bibliotece Narodowej. W 1985 została pracownikiem naukowym Żydowskiego Instytutu Historycznego. W 2014 Rada Naukowa Instytutu Archeologii i Etnologii PAN odmówiła Alinie Całej nadania stopnia doktora habilitowanego nauk humanistycznych w dyscyplinie etnologia. W 2017 otrzymała stopień naukowy doktora habilitowanego w dziedzinie nauk humanistycznych w dyscyplinie historia na Wydziale Humanistycznym Uniwersytetu Warmińsko-Mazurskiego w Olsztynie.
Alina Cała jest autorką książek poświęconych stosunkom polsko-żydowskim. W Asymilacji Żydów w Królestwie Polskim (1864–1897) (1989) omówiła różne ścieżki asymilacji dostępne dla polskich Żydów pod koniec XIX wieku. Wydaną pierwszy raz w 1987 i następnie kilkakrotnie wznawianą pracę Wizerunek Żyda w polskiej kulturze ludowej oparła na terenowych badaniach etnograficznych. W książce tej omawia miejsce Żyda w ludowej magii i wyobrażeniach o Wszechświecie oraz analizuje wzory pamięci zbiorowej o Holokauście i o stosunkach polsko-żydowskich przed wojną. Dokumentowała zjawisko kultu cadyków wśród ludności chrześcijańskiej. Książka ta została wydana także w języku angielskim. W książce Żyd – wróg odwieczny? Antysemityzm w Polsce i jego źródła postawiła tezę, że decydującą rolę w zaszczepieniu nowoczesnego antysemityzmu (zapożyczonego z Prus) w środowisku wiejskim odegrała inteligencja.
Opracowała także zbiory tekstów: Ostatnie pokolenie: autobiografia polskiej młodzieży żydowskiej okresu międzywojennego (2003) oraz Dzieje Żydów w Polsce 1944–1968: teksty źródłowe (1997, wspólnie z Heleną Datner). Wraz z Hanną Węgrzynek i Gabrielą Zalewską jest współautorką encyklopedii Historia i kultura Żydów polskich (2000).

### Działalność publiczna
Od 1976 współpracowała z Komitetem Obrony Robotników i Komitetem Samoobrony Społecznej KOR – działała w Biurze Interwencyjnym, uczestniczyła w tworzeniu Uniwersytetu Ludowego w Zbroszy Dużej, współredagowała podziemne pisma „Placówka” z Wiesławem Kęcikiem, Elżbietą Regulską-Chlebowską i Barbarą Kunicką-Felicką.
Po 1989 Alina Cała została działaczką feministyczną. W 2006 bez powodzenia kandydowała w wyborach samorządowych do warszawskiej rady miasta z listy partii Zielonych 2004.
W latach 2011–2015 była członkinią zarządu Stowarzyszenia Żydowski Instytut Historyczny w Polsce.

## Życie prywatne
W 1982 zawarła związek małżeński ze Stanisławem Kusińskim; uroczystość odbyła się w jednym z ośrodków internowania, w którym ten był osadzony. Po przedwczesnej śmierci córki małżeństwo się rozpadło, Stanisław Kusiński pozostał w USA, gdzie ożenił się ponownie.

## Odznaczenia
15 września 2011 prezydent Bronisław Komorowski, za wybitne zasługi dla niepodległości Rzeczypospolitej Polskiej, za działalność na rzecz przemian demokratycznych w kraju, za osiągnięcia w pracy zawodowej i społecznej, odznaczył Alinę Całą Krzyżem Kawalerskim Orderu Odrodzenia Polski. W 2015 minister kultury i dziedzictwa narodowego Małgorzata Omilanowska przyznała jej Brązowy Medal „Zasłużony Kulturze Gloria Artis”, jednak Alina Cała odmówiła przyjęcia tego odznaczenia, motywując to złym, w jej ocenie, sposobem zarządzania Żydowskim Instytutem Historycznym.

## Wybrane publikacje
- Asymilacja Żydów w Królestwie Polskim (1864–1897). Postawy Konflikty Stereotypy, Wyd. PIW, Warszawa 1989, ss. 408. ISBN 83-06-01789-7
- Wizerunek Żyda w polskiej kulturze ludowej, Wyd. Uniwersytetu Warszawskiego, Warszawa 1992, ss. 211+32. ISBN 83-230-0729-2
- Alina Cała, Helena Datner, Dzieje Żydów w Polsce: 1944–1968. Teksty źródłowe, Wyd. Żydowski Instytut Historyczny, Warszawa 1997, ss. 312+48. ISBN 83-85888-38-1
- Alina Cała, Hanna Węgrzynek, Gabriela Zalewska, Historia i kultura Żydów polskich. Słownik, WSiP, Warszawa 2000, ss. 399. ISBN 83-02-07813-1
- Ostatnie pokolenie. Autobiografie polskiej młodzieży żydowskiej okresu międzywojennego ze zbiorów YIVO Institute for Jewish Research w Nowym Jorku, Wyd. Sic!, Warszawa 2003, ss. 544+52. ISBN 83-88807-38-2
- Żydowskie periodyki i druki okazjonalne w języku polskim. Bibliografia, Wyd. Biblioteka Narodowa, Warszawa 2005, ss. 300. ISBN 83-7009-587-9
- Żyd – wróg odwieczny? Antysemityzm w Polsce i jego źródła, Wyd. Nisza, Warszawa 2012, ss. 860. ISBN 978-83-62795-08-6
- Ochrona bezpieczeństwa fizycznego Żydów w Polsce powojennej. Komisje Specjalne przy Centralnym Komitecie Żydów w Polsce, ŻIH, Warszawa 2014, ss. 461. ISBN 978-83-61850-38-0